# Natanael Fransén
Oskar Natanael Fransén, född 12 juli 1882 i Tingstads församling, Östergötlands län, död 15 april 1949 i Storkyrkoförsamlingen, Stockholms stad, var en svensk psalmforskare och präst. Han var son till kyrkoherde Frans Oskar Fransén och Emilia, född Norlén.

## Biografi
Fransén studerade vid Uppsala universitet och Lunds universitet och blev fil. lic. 1910 och teol. lic. 1933 samt prästvigdes 1935 för Karlstad stift. Fransén tog organist- och kyrkosångarexamina 1915 i Stockholm och verkade som kantor i Skänninge 1919–1926. Han grundade och ledde 1913–1923 Östgötaslättens Hembygdskör vars verksamhet föranledde en riksdagsmotion som mynnade ut i bildandet av det statsunderstödda Sveriges Körförbund. Han var verksam som lektor vid Södertälje högre allmänna läroverk 1926–1927, Nya elementarskolan och Vasa realskola i Stockholm 1928. Därefter blev han lektor i kristendomskunskap vid Karlstads högre allmänna läroverk 1933–1947. Han var ledamot av domkapitlet 1933–1936. Han genomförde flera resor till Berlin, Leipzig, München, Wien och Bryssel. 
När Biblioteksbladet från 1925 omtalar skriften ”Kyrkosång och folksång” från 1923 skriver man: ”Förf. är en nitisk förkämpe för höjandet av den kyrkliga församlingssången och den folkliga musikkulturen. Vissa brister i framställningen i förening med tämligen ensidigt framhävda polemiska angrepp mot oliktänkande göra emellertid ifrågavarande arbete mindre tillgängligt för en större allmänhet” Sign E. S-m. 
Franséns arbete kring Ubsalapsalmboken visar prov på samma polemiska förhållningssätt men är ett grundligt och gediget arbete i syfte att sammanställa alla kända uppgifter om alla de psalmböcker som utgavs fram till 1645 års Uppsalapsalmbok. Fransén redogör för huvuddrag i utgåvornas olikheter och i mån deras ursprungliga texter hämtats från andra håll samt teologiska skillnader mellan olika utgåvor. Han är begravd på Norra begravningsplatsen utanför Stockholm.

## Verk
- Kyrkosång och folksång - studie från 1923, Gleerup
- Melodierna till 1695 års psalmbok - den s.k. gamla psalmboken 1929, Samtidens bok, Häft 1-2.
- Laurentius Petri d.ä:s avhandling om skiljetecknen och lektionstonerna / efter den enda kända, Linköpings stiftsbibliotek tillhöriga, handskriften utg. och övers. av Nat. Fransén = Laurentii Petri nericii tractatus de punctis distinctionum et accentu ecclesiastico. 37 sid, 1930, Samtiden. (parallelltext svenska/latin)
- Koralbok till Then swenska Ubsala psalmboken 1645 : Sveriges äldsta bevarade koralbok. Del 1, Kyrkohistorisk och musikhistorisk orientering samt svensk psalmbokshistoria t.o.m. Ubsalapsalmboken jämte anteckningar till enskilda koraler. 1940, Natur och Kultur.
- Koralbok till Then swenska Ubsala psalmboken 1645 : Sveriges äldsta bevarade koralbok. Del 2. 1, Faksimilreproduktion av handskriften (Mönsteråshandskriften) med jämnlöpande exakt translitterering till modern notskrift, 2, Koralbokens melodier med förminskade notvärden i fyrstämmig, modal körsats .... 1940, Natur och Kultur.